# Marioara Trașcă
Marioara Trașcă, född den 29 oktober 1962 i Bukarest i Rumänien, är en rumänsk roddare.
Hon tog OS-silver i fyra utan styrman i samband med de olympiska roddtävlingarna 1988 i Seoul.